# Série mondiale 1920
Navigation
Édition précédente Édition suivante
La Série mondiale 1920 sacre les Indians de Cleveland face aux Robins de Brooklyn.

## Déroulement de la Série

### Calendrier des rencontres
| Match | Score                                            | Date       | Lieu         | Affluence |
| ----- | ------------------------------------------------ | ---------- | ------------ | --------- |
| 1     | Indians de Cleveland – 3, Robins de Brooklyn – 1 | 5 octobre  | Ebbets Field | 23 573    |
| 2     | Indians de Cleveland – 0, Robins de Brooklyn – 3 | 6 octobre  | Ebbets Field | 22 559    |
| 3     | Indians de Cleveland – 1, Robins de Brooklyn – 2 | 7 octobre  | Ebbets Field | 25 088    |
| 4     | Robins de Brooklyn– 1, Indians de Cleveland – 5  | 9 octobre  | Dunn Field   | 25 734    |
| 5     | Robins de Brooklyn – 1, Indians de Cleveland – 8 | 10 octobre | Dunn Field   | 26 884    |
| 6     | Robins de Brooklyn – 0, Indians de Cleveland – 1 | 11 octobre | Dunn Field   | 27 194    |
| 7     | Robins de Brooklyn – 0, Indians de Cleveland – 3 | 12 octobre | Dunn Field   | 27 525    |

### Match 1
Mardi 5 octobre 1920 à Ebbets Field à Brooklyn (New York)
| Équipes   | 1 | 2 | 3 | 4 | 5 | 6 | 7 | 8 | 9 | R | H | E |
| --------- | - | - | - | - | - | - | - | - | - | - | - | - |
| Cleveland | 0 | 2 | 0 | 1 | 0 | 0 | 0 | 0 | 0 | 3 | 5 | 0 |
| Brooklyn  | 0 | 0 | 0 | 0 | 0 | 0 | 1 | 0 | 0 | 1 | 5 | 1 |

WP: Stan Coveleski (1–0)  LP: Rube Marquard (0–1)  

### Match 2
Mercredi 6 octobre 1920 à Ebbets Field à Brooklyn (New York)
| Équipes   | 1 | 2 | 3 | 4 | 5 | 6 | 7 | 8 | 9 | R | H | E |
| --------- | - | - | - | - | - | - | - | - | - | - | - | - |
| Cleveland | 0 | 0 | 0 | 0 | 0 | 0 | 0 | 0 | 0 | 0 | 7 | 1 |
| Brooklyn  | 1 | 0 | 1 | 0 | 1 | 0 | 0 | 0 | X | 3 | 7 | 0 |

WP: Burleigh Grimes (1–0)  LP: Jim Bagby (0–1)  

### Match 3
Jeudi 7 octobre 1920 à Ebbets Field à Brooklyn (New York)
| Équipes   | 1 | 2 | 3 | 4 | 5 | 6 | 7 | 8 | 9 | R | H | E |
| --------- | - | - | - | - | - | - | - | - | - | - | - | - |
| Cleveland | 0 | 0 | 0 | 1 | 0 | 0 | 0 | 0 | 0 | 1 | 3 | 1 |
| Brooklyn  | 2 | 0 | 0 | 0 | 0 | 0 | 0 | 0 | X | 2 | 6 | 1 |

WP: Sherry Smith (1–0)  LP: Ray Caldwell (0–1)  

### Match 4
Samedi 9 octobre 1920 à Dunn Field à Cleveland (Ohio)
| Équipes   | 1 | 2 | 3 | 4 | 5 | 6 | 7 | 8 | 9 | R | H  | E |
| --------- | - | - | - | - | - | - | - | - | - | - | -- | - |
| Brooklyn  | 0 | 0 | 0 | 1 | 0 | 0 | 0 | 0 | 0 | 1 | 5  | 1 |
| Cleveland | 2 | 0 | 2 | 0 | 0 | 1 | 0 | 0 | X | 5 | 12 | 2 |

WP: Stan Coveleski (2–0)  LP: Leon Cadore (0–1)  

### Match 5
Dimanche 10 octobre 1920 à Dunn Field à Cleveland (Ohio)
| Équipes   | 1 | 2 | 3 | 4 | 5 | 6 | 7 | 8 | 9 | R | H  | E |
| --------- | - | - | - | - | - | - | - | - | - | - | -- | - |
| Brooklyn  | 0 | 0 | 0 | 0 | 0 | 0 | 0 | 0 | 1 | 1 | 13 | 1 |
| Cleveland | 4 | 0 | 0 | 3 | 1 | 0 | 0 | 0 | X | 8 | 12 | 2 |

WP: Jim Bagby (1–1)  LP: Burleigh Grimes (1–1)  
HRs:  CLE – Elmer Smith (1), Jim Bagby (1)

### Match 6
Lundi 11 octobre 1920 à Dunn Field à Cleveland (Ohio)
| Équipes   | 1 | 2 | 3 | 4 | 5 | 6 | 7 | 8 | 9 | R | H | E |
| --------- | - | - | - | - | - | - | - | - | - | - | - | - |
| Brooklyn  | 0 | 0 | 0 | 0 | 0 | 0 | 0 | 0 | 0 | 0 | 3 | 0 |
| Cleveland | 0 | 0 | 0 | 0 | 0 | 1 | 0 | 0 | X | 1 | 7 | 3 |

WP: Duster Mails (1–0)  LP: Sherry Smith (1–1)  

### Match 7
Mardi 12 octobre 1920 à Dunn Field à Cleveland (Ohio)
| Équipes   | 1 | 2 | 3 | 4 | 5 | 6 | 7 | 8 | 9 | R | H | E |
| --------- | - | - | - | - | - | - | - | - | - | - | - | - |
| Brooklyn  | 0 | 0 | 0 | 0 | 0 | 0 | 0 | 0 | 0 | 0 | 5 | 2 |
| Cleveland | 0 | 0 | 0 | 1 | 1 | 0 | 1 | 0 | X | 3 | 7 | 3 |

WP: Stan Coveleski (3–0)  LP: Burleigh Grimes (1–2)  